# Dicranella lindigiana
Dicranella lindigiana är en bladmossart som beskrevs av Mitten 1869. Dicranella lindigiana ingår i släktet jordmossor, och familjen Dicranaceae. Inga underarter finns listade i Catalogue of Life.